# Jean Antoine Verdier
Jean Antoine Verdier (Tolosa, 2 maggio 1767 – Mâcon, 30 maggio 1839) è stato un generale francese.

## Biografia
Fu un generale della Rivoluzione francese.
Entrò nel reggimento di La Fère il 18 febbraio 1785. Aiutante di campo di Augereau, nel 1792, con l'esercito dei Pirenei orientali, attaccò, con un battaglione di fucilieri, un campo trincerato difeso da 4.000 spagnoli e 80 cannoni. Questo fatto d'armi decise la resa di Figuéres e gli guadagnò il grado di Capitano aiutante generale.

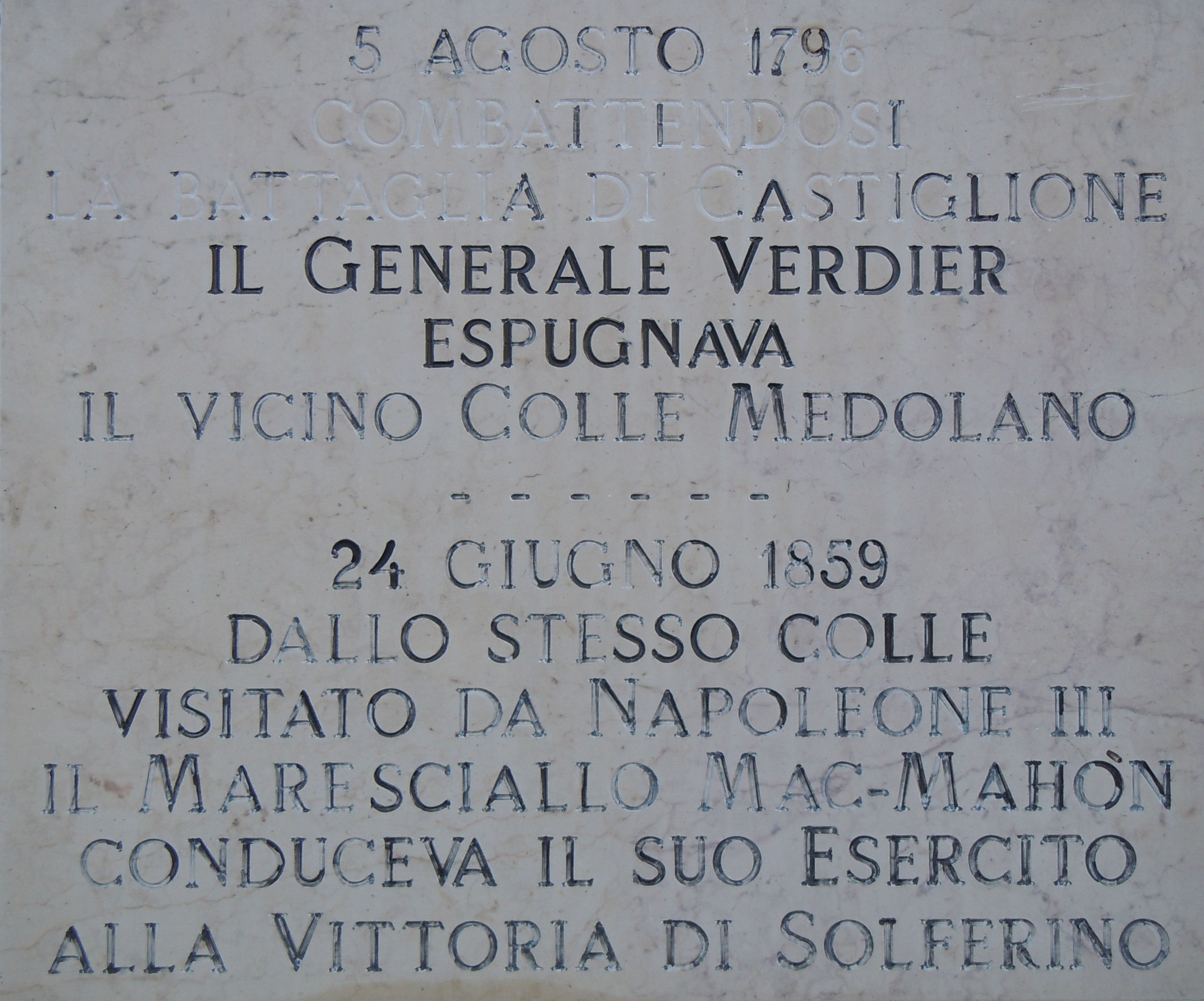
Monte Medolano, lapide commemorativa

Comandante di brigata nel 1795, fu visto l'anno successivo in Italia, alla testa di tre battaglioni di granatieri, prendere il fortino del Monte Medolano nella battaglia di Castiglione. Fu ferito e messo fuori combattimento nella Battaglia del ponte di Arcole e si trovò in tutte le battaglie che portarono al pace di Leoben.
In Egitto comandò una brigata della divisione Kléber per le Piramidi e fu tra coloro che attaccarono San Giovanni d'Acri, dove fu ferito da una baionetta.
Richiamato in Francia prima dell'evacuazione di Egitto, il generale Verdier si distinse costantemente in Italia e in Austria dal 1801 al 1806.
In Italia prese parte alla lotta contro l'Insurrezione calabrese, partecipando all'assedio di Amantea (estate 1806-inverno 1807).
Nella campagna di Russia Verdier si distinse ancora una volta e rimase gravemente ferito a Polack.
Nel 1813 e 1814 comandò il corpo d'armata di Francia e l'Italia sotto il comando di Eugenio di Beauharnais. L'8 febbraio 1814 alla battaglia del Mincio il Verdier, con la divisione Fressinet (circa 5.000 uomini), per tutto il giorno resistette contro 18.000 austriaci e alla fine ebbe la forza di attraversare il fiume.
Dopo la battaglia di Waterloo riuscì a tenere Tolone intatta e senza saccheggi.
Con ordinanza del 1º agosto 1817 fu collocato in pensione e dopo il 1830 fu posto sulle riserve, ma tornò presto alla pensione.
L'imperatore gli conferì il titolo di Conte il 19 marzo 1808.
La signora Verdier è citata nei rapporti delle campagne francesi come un'eroina. Accompagnava il marito sul campo di battaglia.